# Újlaki Ferenc
Újlaki Ferenc (Újlak?, Szerém vármegye, 1485. – Pozsony, 1555. február 1.) megyéspüspök.

## Életútja
Újlaki János váci megyéspüspök testvére. Valószínűleg pécsi egyházmegyés papként Nándorfehérvár 1521. augusztus 29-i eleste után II. Lajos udvarában szolgált. 1524-től királyi titkár, 1526-tól Mohács után édesanyjával Pozsonyba menekült és I. Ferdinánd pártjára állt. Az év novemberében már pozsonyi prépost. I. Ferdinánd titkára, majd alkancellárja volt. III. Pál pápa 1539. június 2-án megerősítette a győri püspökségben. 1550. április 12-től Magyarország helytartója. 1553-ban a király Egerbe helyezte át püspöknek, amit III. Gyula pápa 1555. február 1-jén hagyott jóvá. Egerben soha nem járt. Támogatásával jelent meg 1538-ban Pesti Gábor Nomenclatura sex linguarum című 6 nyelvű szótára, majd 1550-ben Ransanus Péter Elégiák című műve.
1549–51 között Gregoriancz Pál és Mérey Mihály püspökökkel elkészítette a Quadripartitumot (Zágráb, 1798), Werbőczi István Tripartitumának revízióját.